# 루콰주

루콰 주의 위치

루콰주(Rukwa)는 탄자니아 서부에 위치한 주로, 주도는 숨바왕가이며 인구는 1,141,743명(2002년 기준)이다. 북쪽으로는 키고마 주와 타보라 주, 동쪽으로는 므베야 주와 인접해 있으며 남쪽으로는 잠비아, 서쪽으로는 콩고 민주 공화국, 탕가니카호와 맞닿아 있다.